# Guinyo Ganev
Ginyo Ganev, né le 2 mars 1928 à Bourgas et mort le 18 décembre 2016 à Sofia[réf. nécessaire], est un homme politique bulgare.

## Biographie
Guinyo Ganev est diplômé de l'université de Sofia. 
Il est membre de la grande loge maçonnique.

### Fonctions
Guinyo Ganev est :
- De 1953 à 1976 : conseiller juridique et secrétaire général au ministère de l'Énergie (bg) ;

- De 1986 à 1990 : conseiller d'État (en) ;

- À partir du 13 avril 2005 : élu ombudsman par l'Assemblée nationale.